# Shigeru Iitaka
Shigeru Iitaka (jap. 飯高 茂, Iitaka Shigeru; * 29. Mai 1942 in der Präfektur Chiba) ist ein japanischer Mathematiker, der sich mit Algebraischer Geometrie befasst.
Iitaka wurde 1970 an der Universität Tokio bei Kunihiko Kodaira promoviert (On D-dimensional algebraic varieties). Er war ab 1970 Assistenzprofessor an der Universität Tokio (ab 1976 Associate Professor) und ist seit 1985 Professor an der Gakushūin-Universität.
Anfang der 1970er Jahre führte er die nach seinem Lehrer benannte Kodaira-Dimension ein und die nach ihm benannte Iitaka-Dimension eines Geradenbündels über einer algebraischen Varietät (von der die Kodaira-Dimension ein Spezialfall ist).
1983 war er eingeladener Sprecher auf dem Internationalen Mathematikerkongress in Warschau (Birational Geometry of Algebraic Varieties).
1982 erhielt er den Iyanaga-Preis der Japanischen Mathematischen Gesellschaft und 1990 den Preis der Japan Academy of Sciences. 
Zu seinen Doktoranden gehört Yūjirō Kawamata.

## Schriften
- On D-dimensions of algebraic varieties. Proc. Japan Acad., Band 46, 1970, S. 487–489
- On D-dimensions of algebraic varieties. J. Math. Soc. Japan, Band 23, 1971, S. 356–373